# Ojos Negros
Ojos Negros – gmina w Hiszpanii, w prowincji Teruel, w Aragonii, o powierzchni 90,92 km². W 2011 roku gmina liczyła 445 mieszkańców.